# Ratpoison
Ratpoison è un window manager per X Window. Si differenzia rispetto alle altre interfacce grafiche per il fatto che il controllo del sistema avviene tramite istruzioni digitate esclusivamente tramite la tastiera senza ricorrere all'uso di un mouse.
Questa interfaccia ha esigenze di sistema estremamente contenute e si presta all'utilizzo in sistemi (client e server) con risorse estremamente modeste, fornendo una notevole usabilità senza sottrarre risorse ad altre applicazioni.